# Carmina docta
I Carmina docta sono otto componimenti poetici in vario metro contenuti nel Liber di Catullo, poeta di Verona del I secolo a.C., che si distinguono dal resto dell'opera per l'argomento erudito e per il richiamo al modello ellenistico.
Vanno dal carme 61 al carme 68 dei 116 carmi totali, secondo la catalogazione effettuata da Cornelio Nepote dopo la morte del poeta cisalpino, databile intorno al 54-53 a.C.
I primi due sono epitalami, di cui uno per le nozze di Manlio Torquato e Vinia Aurunculeia (carm. 61) e il Vesper adest (carm. 62); seguono un poemetto, chiamato l'Attis (carm. 63), che tratta di un innamoramento della dea Cibele per un giovinetto; il celebre epillio per le nozze di Peleo e Teti, contenente la storia di Arianna e Teseo (carm. 64); una traduzione in distici elegiaci della Chioma di Berenice di Callimaco (carm. 66), preceduta dalla dedica a Quinto Ortensio Ortalo (carm. 65); un carme su un dialogo scherzoso tra il poeta e una porta contenente segreti e pettegolezzi di provincia (carm. 67) e un'elegia epistolare (carm. 68).